# Újezd (u Kralovic)
Újezd je zaniklá vesnice v okrese Plzeň-sever, která ležela přibližně 4 km západně od Kralovic v blízkosti Olšanské myslivny a zrušené železniční zastávky Trojany.

## Historie
Roman z Týnce nemaje potomků odkázal v roce 1230 plaskému klášteru pustý Újezd spolu s Týncem a Olšany. Uvedené vsi měly klášteru připadnout po smrti jeho manželky. V potvrzení majetku kláštera papežem Inocencem IV. z roku 1250 je Újezd uváděn mezi vesnicemi, takže musel být cisterciáky obnoven.
Za husitských válek byl Újezd zpustošen a o ves se pak řadu let vedly právní spory. Po smrti Bedřicha z Kolovrat získal Újezd jeho bratr Hanuš z Kolovrat, který jej drží až do své smrti. Jeho syn a dědic Hanuš II. z Kolovrat, toho času probošt kapituly pražské a administrátor arcibiskupství, roku 1480 postoupil Újezd s dalšími vesnicemi a polovinou městečka Kralovic nazpět plaskému klášteru za 1600 kop.
V roce 1613 je ves uváděna jako mnoho desítek let zaniklá.